# Bahnhof Shin-Anjō
Der Bahnhof Shin-Anjō (jap. 新安城駅, Shin-Anjō-eki) ist ein Bahnhof auf der japanischen Insel Honshū. Er wird von der Bahngesellschaft Meitetsu (Nagoya Tetsudō) betrieben und befindet sich in der Präfektur Aichi auf dem Gebiet der Stadt Anjō südöstlich von Nagoya.

## Verbindungen
Shin-Anjō ist ein Trennungsbahnhof an der Meitetsu Nagoya-Hauptlinie, der wichtigsten Bahnstrecke der Gesellschaft Meitetsu, die von Toyohashi über Nagoya nach Gifu führt. Von dieser zweigt die Meitetsu Nishio-Linie in Richtung der Stadt Nishio ab. Auf der Nagoya-Hauptlinie verkehren tagsüber in der Regel acht Züge je Stunde, auf der Nishio-Linie vier.
Eilzüge der Zuggattung Express, die Meitetsu Ichinomiya mit Meitetsu Nagoya, Chiryū und Toyokawa verbinden, bedienen Shin-Anjō halbstündlich. Weitere Express-Züge von Saya über Meitetsu Nagoya über Chiryū nach Kira Yoshida halten hier ebenfalls jede halbe Stunde. Nur während der Hauptverkehrszeit verkehren zusätzliche Express von Meitetsu Ichinomiya über Meitetsu Nagoya und Kō nach Toyokawa-Inari, ebenso halten hier (in der jeweiligen Lastrichtung) Rapid Limited Express von Toyohashi über Meitetsu Nagoya nach Meitetsu Gifu oder Shin-Unuma. Lokalzüge auf der Nagoya-Hauptlinie mit Halt an allen Bahnhöfen verkehren im 15-Minuten-Takt von Higashi-Okazaki via Shin-Anjō, Meitetsu Nagoya nach Iwakura (die Hälfte davon weiter nach Inuyama). Hinzu kommen alle 30 Minuten Lokalzüge zwischen Shin-Anjō und Nishio.
Auf dem südlichen Bahnhofsvorplatz gibt es mehrere Bushaltestellen, die von je zwei Linien der Gesellschaften Meitetsu Bus und Ankuru Bus bedient werden; eine weitere Linie von Ankuru Bus hält vor dem Nordeingang.

## Anlage
Der Bahnhof steht an der Grenze zwischen den Stadtteilen Toeichō im Norden und Imaikechō im Süden. Unmittelbar nördlich verläuft die Nationalstraße 1, die von zahlreichen Geschäften gesäumt wird. Im Süden stehen zwei Einkaufszentren, ansonsten ist die Umgebung von Wohnvierteln geprägt. Die Anlage ist von Nordwesten nach Südosten ausgerichtet und umfasst sechs Gleise, die alle dem Personenverkehr dienen. Diese liegen an drei teilweise überdachten Mittelbahnsteigen, wobei der südlichste für die Züge der Nishio-Linie etwa ein Drittel kürzer ist als die beiden anderen. Darüber spannt sich das Empfangsgebäude in Form eines Reiterbahnhofs, beidseits ergänzt um je einen Eingangspavillon am jeweiligen Bahnhofsvorplatz.
Im Fiskaljahr 2019 nutzten durchschnittlich 24.413 Fahrgäste täglich den Bahnhof.

## Gleise
| 1/2 | ▉ Meitetsu Nishio-Linie | Nishio • Kira Yoshida                                                             |
| 3/4 | ▉ Nagoya-Hauptlinie     | Chiryū • Kanayama • Meitetsu Nagoya • Meitetsu Gifu / Inuyama • Shin-Unuma / Saya |
| 5/6 | ▉ Nagoya-Hauptlinie     | Higashi-Okazaki • Toyohashi / Nishio                                              |

## Bilder

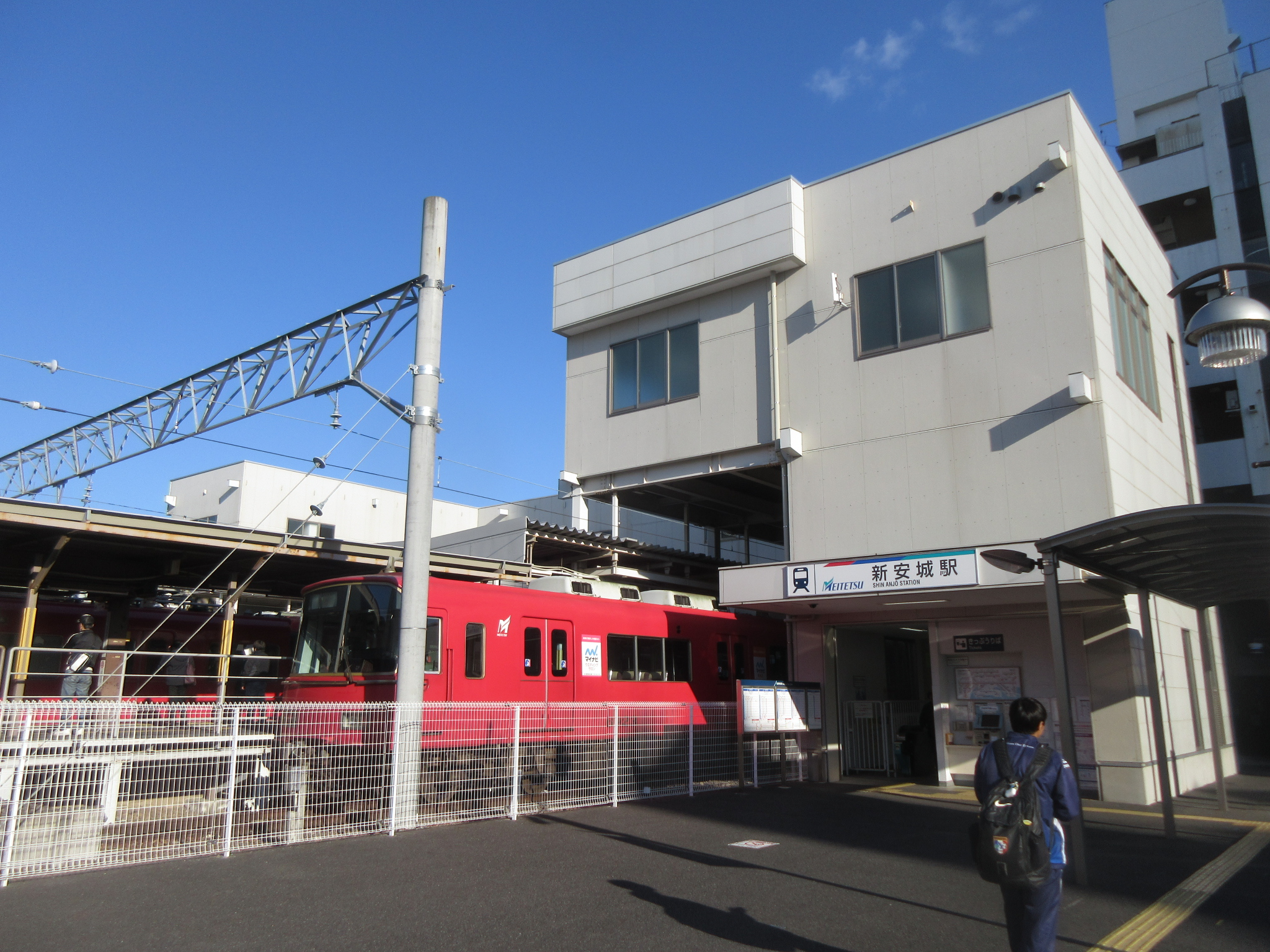
Südeingang
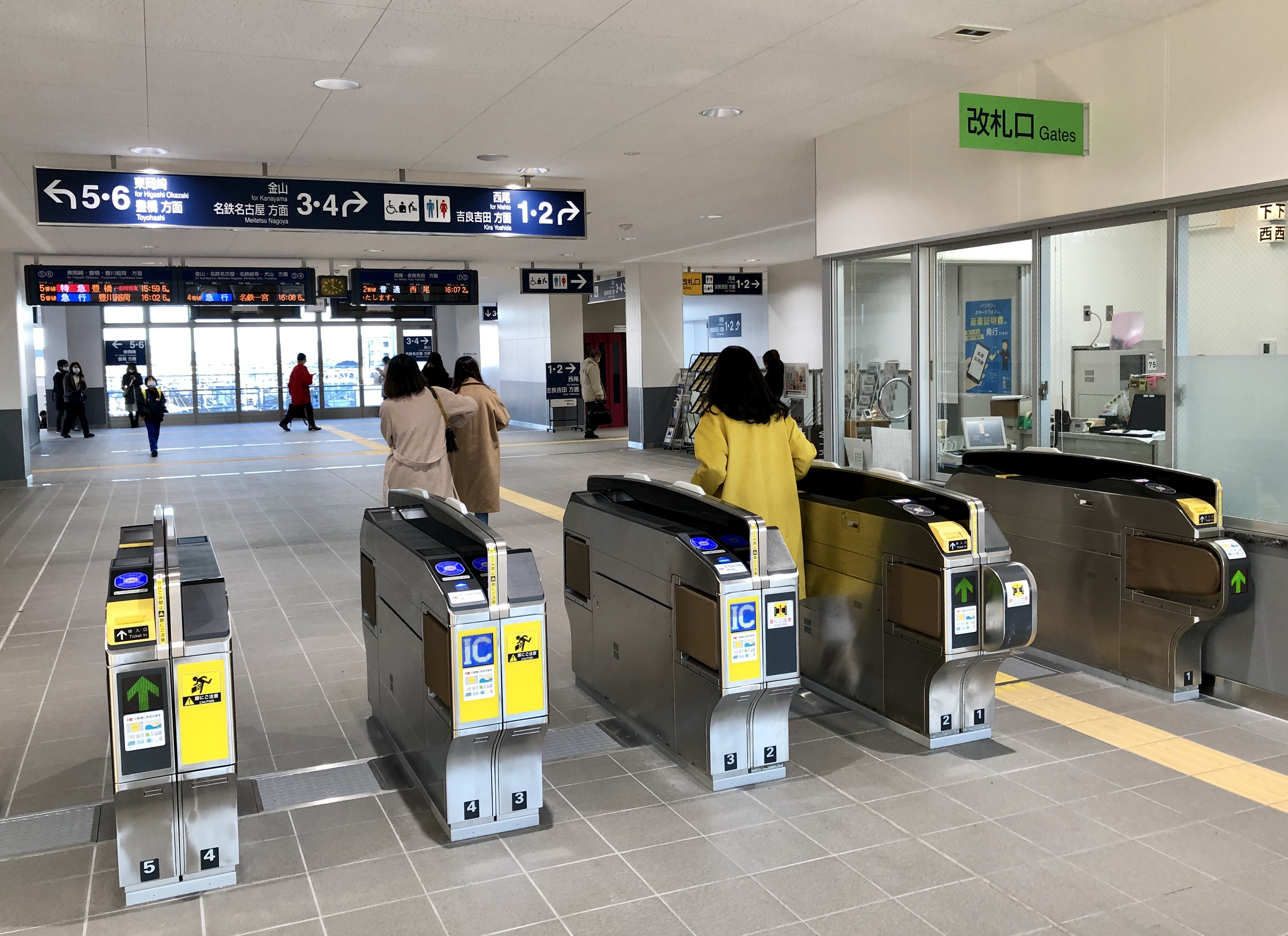
Bahnsteigsperren
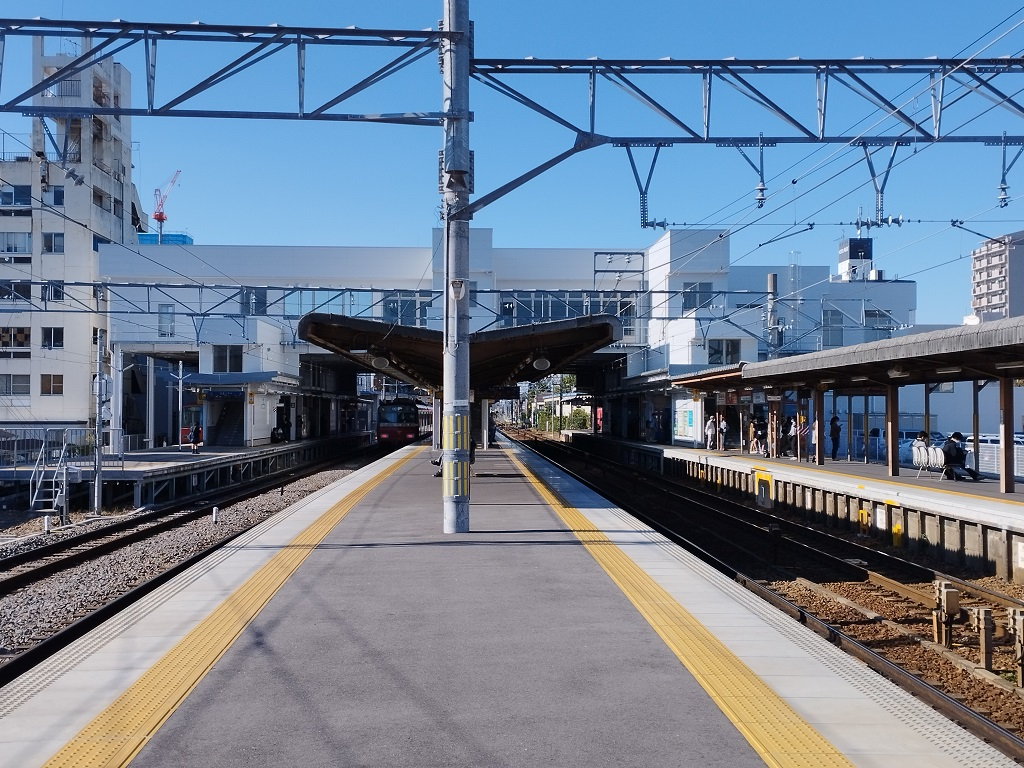
Ansicht der Bahnsteige
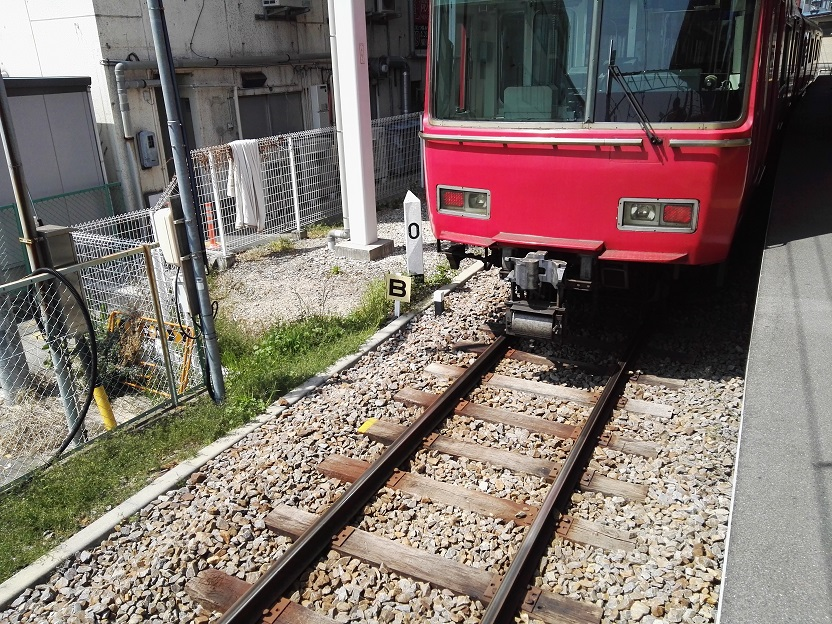
Streckenkilometer 0 der Nishio-Linie
Gleisplan
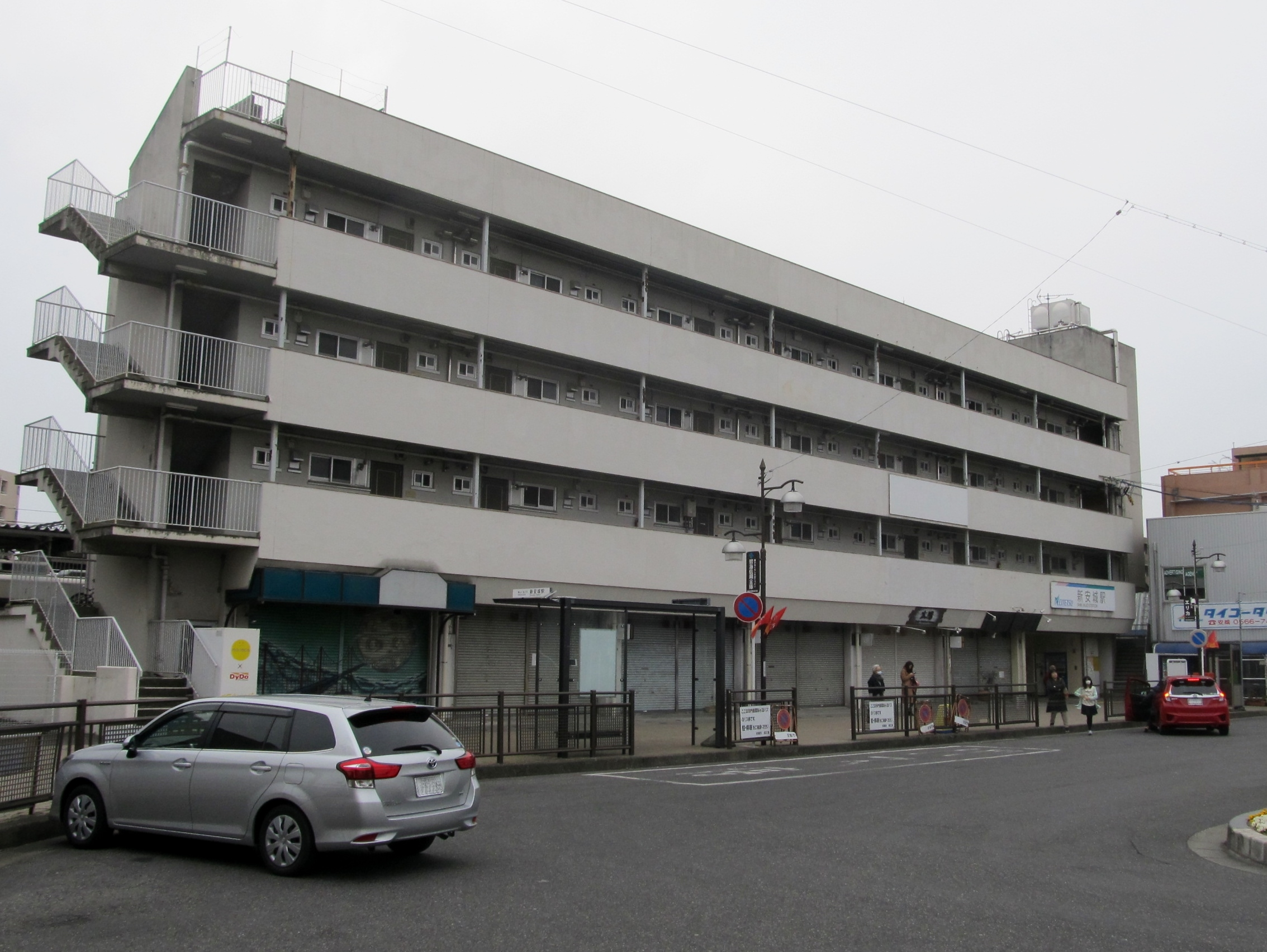
Nordausgang und Bahnhofsgebäude

## Linien
| Verlauf der Meitetsu Nagoya-Hauptlinie |
| --- |
| Toyohashi • Ina • Odabuchi • Kō • Goyu • Meiden Akasaka • Meiden Nagasawa • Motojuku • Meiden Yamanaka • Fujikawa • Miai • Otogawa • Higashi-Okazaki • Okazakikōen-mae • Yahagibashi • Utō • Shin-Anjō • Ushida • Chiryū • Hitotsugi • Fujimatsu • Toyoake • Zengo • Chūkyō-keibajō-mae • Arimatsu • Sakyōyama • Narumi • Moto Hoshizaki • Moto Kasadera • Sakura • Yobitsugi • Horita • Jingū-mae • Kanayama • Sannō • Meitetsu Nagoya • Sakō • Higashi-Biwajima • Nishi-Biwajima • Futatsu-iri • Shinkawa-bashi • Sukaguchi • Marunouchi • Shin-Kiyosu • Ōsato • Okuda • • Kōnomiya • Shima-ujinaga • Myōkōji • Meitetsu Ichinomiya • Imaise • Iwato • Shin-Kisogawa • Kuroda • Kisogawa-zutsumi • Kasamatsu • Ginan • Chajo • Kanō • Meitetsu Gifu |

| Verlauf der Meitetsu Nishio-Linie |
| --- |
| Shin-Anjō • Kita-Anjō • Minami-Anjō • Hekikai-Furui • Horiuchikōen • Sakurai • Minami-Sakurai • Yonezu • Sakuramachi-mae • Nishioguchi • Nishio • Fukuchi • Kami Yokosuka • Kira Yoshida |

## Geschichte
Die Bahngesellschaft Aichi Denki Tetsudō (Aiden) verlängerte am 1. Juni 1923 die damals so bezeichnete Okazaki-Linie vom provisorischen Haltepunkt Chiryū nach Shin-Okazaki (heute Okazakikōen-mae). Dabei nahm sie am selben Tag auch einen Bahnhof in Betrieb, der zunächst den Namen Inamura (今村) trug. Am 1. Juli 1926 eröffnete die Hekikai Denki Tetsudō, eine Tochtergesellschaft der Aiden, den hier abzweigenden und nach Yonezu führenden ersten Abschnitt der Nishio-Linie. 1935 ging die Aiden in der Meitetsu auf, neun Jahre später auch die Hekikai Denki Tetsudō. Nachdem die Meitetsu 1964 den Güterumschlag eingestellt hatte, legte sie am 1. Januar 1965 auch eine rund 400 Meter lange, für den Güterverkehr genutzte Zweigstrecke zur Aichi-Spinnerei still. Da der Bahnhof aufgrund seiner niveaugleichen und mit Schranken gesicherten Zugänge zu den Bahnsteigen ohnehin an seine Kapazitätsgrenze stieß, begannen wenig später die Bauarbeiten an einem viergeschossigen Empfangsgebäude mitsamt Fußgängerunterführung. Die neue Anlage konnte am 21. März 1969 in Betrieb genommen werden. Seit dem 1. Mai 1970 trägt der Bahnhof seinen heutigen Namen Shin-Anjō.
2018 beschloss der Stadtrat von Anjō, das bestehende, aber nicht mehr den gestiegenen Anforderungen genügende Empfangsgebäude durch einen Neubau in Form eines Reiterbahnhofs zu ersetzen und den Bahnhof dadurch zu einem eigentlichen „nördlichen Tor zur Stadt Anjō“ zu entwickeln. Die Gesamtkosten beliefen sich dabei auf 3,172 Milliarden Yen. Am 28. März 2021 war das Projekt abgeschlossen. Geplant geplant ist zudem die Verlegung der zum Bahnhof führenden Bahnstrecken auf Viadukte, da die höhengleichen Bahnübergänge in der Umgebung regelmäßig für Staus sorgen.